# PKS 1302-102
PKS 1302—102 — квазар в созвездии Девы, расположенный на расстоянии около 1,1 Гпк (около 3,5 млрд световых лет) от Солнца. Обладает видимой звёздной величиной около 14,9 в полосе V при красном смещении 0,2784. Квазар находится в яркой эллиптической галактике с двумя компаньонами на расстоянии 3 кпк и 6 кпк. Кривая блеска PKS 1302—102 выглядит синусоидальной с амплитудой 0,14 звёздной величины и периодом 1884 ± 88 дней, что может означать природу объекта как двойной чёрной дыры.

## Возможная двойная чёрная дыра
PKS 1302—102 выбран из обзора Catalina Real-Time Transient Survey как один из 20 квазаров с видимыми периодическими изменениями в кривой блеска. Среди этих квазаров PKS 1302—102 кажется наилучшим кандидатом по синусоидальности поведения и другим критериям, таким как покрытие наблюдениями более 1,5 циклов измеренного периода. Одно из возможных объяснений наблюдаемого периодического поведения является то, что в системе две сверхмассивные чёрные дыры обращаются друг вокруг друга на расстоянии около 0,1 пк на финальной стадии слияния галактик 3,3 млрд лет назад. Если это объяснение верно, то PKS 1302—102 будет являться важным объектом для таких областей науки, как исследование гравитационных волн, проблемы слияния чёрных дыр.
Другие менее вероятные объяснения наблюдаемой синусоидальной периодичности включают наличие горячего пятна на внутренней части аккреционного диска вокруг чёрной дыры и искривление аккреционного диска вокруг одной из чёрных дыр. Однако всё же остаётся вероятность, что наблюдаемая периодичность PKS 1302—102 является случайностью, поскольку почти периодические изменения могут происходить на ограниченных промежутках времени как следствие стохастической переменности квазаров. Дальнейшие наблюдения квазара могут подтвердить наличие периодичности или опровергнуть гипотезу о двойной чёрной дыре, в особенности если измеренная кривая блеска будет иметь отклонения от синусоидальной модели.